# Ségolène Royal

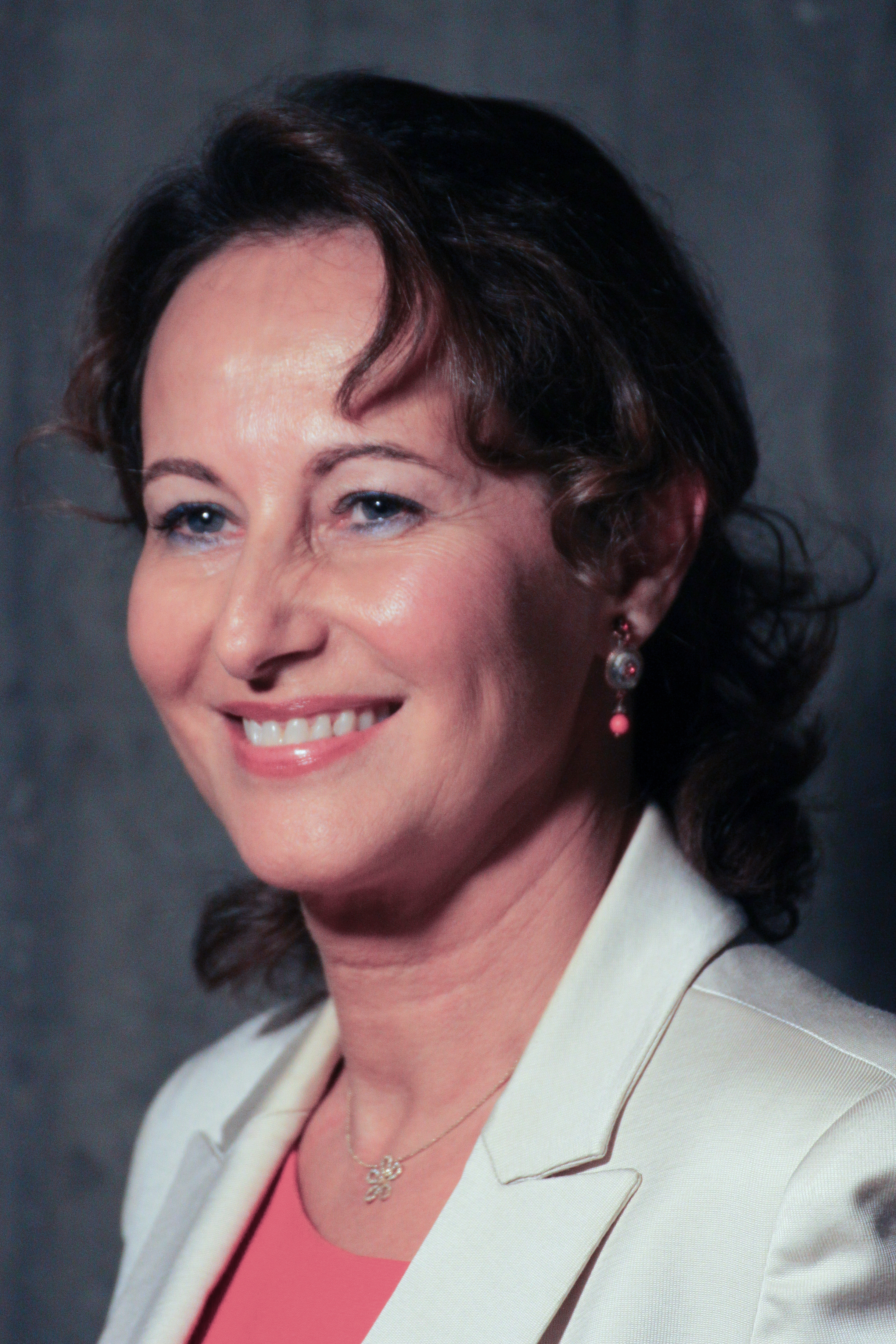
Ségolène Royal (2012)

Marie-Ségolène Royal, kurz Ségolène Royal [ˈsegɔˌlɛn ʀwaˈjal Ségolène Royalⓘ] (* 22. September 1953 in Dakar, Französisch-Westafrika; heute Senegal), ist eine französische Politikerin. Sie war Kandidatin des Parti socialiste (PS) für die Präsidentschaftswahl 2007. Als sie 2011 wieder antrat, erreichte sie in den Vorwahlen nur 6,95 % und verlor somit gegen François Hollande. Royal war von 1988 bis 2007 Abgeordnete für das Département Deux-Sèvres und bekleidete von 2004 bis 2014 das Amt der Vorsitzenden des Regionalrates von Poitou-Charentes. Von April 2014 bis Mai 2017 war sie Ministerin für Umwelt, nachhaltige Entwicklung und Energie in Regierungen unter Staatspräsident François Hollande, mit dem sie bis 2007 knapp drei Jahrzehnte lang liiert war.

## Biografie

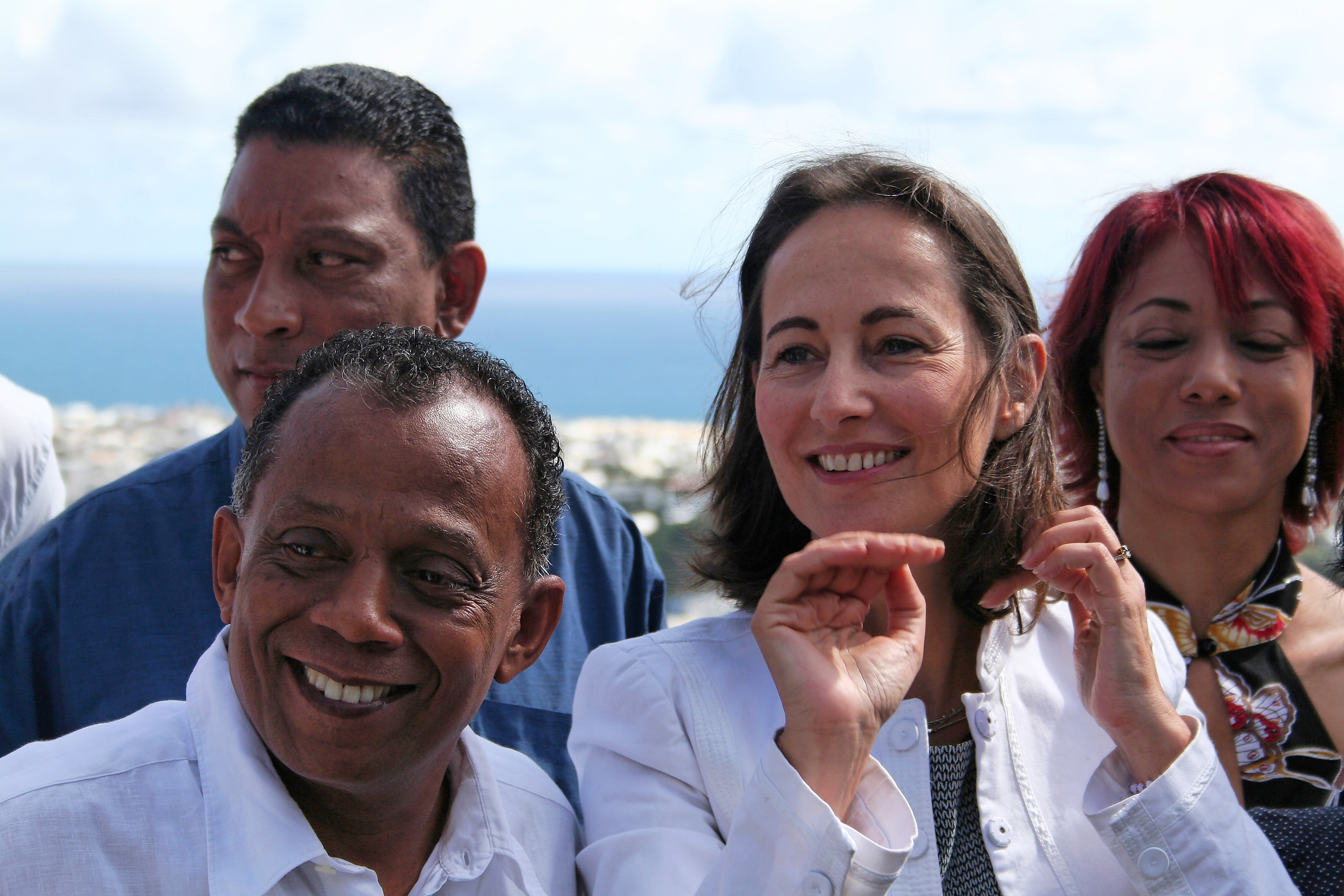
Ségolène Royal mit Gilbert Annette auf La Réunion 2006

Als Tochter des Offiziers Jacques Royal und dessen Ehefrau Hélène Dehaye wuchs sie in einem strengen, rechtskatholisch geprägten Milieu auf. Ihre Schulzeit absolvierte sie zuerst in Charmes, dann in Épinal. Später erwarb sie an der Université de Nancy ihre Licence im Fach Wirtschaftswissenschaften.
Sie ist Absolventin des Institut d’études politiques de Paris (IEP), kurz Sciences Po genannt, und Absolventin der Eliteschule École nationale d’administration (ENA), Abschlussjahrgang Voltaire. Nach dieser Ausbildung entschied sie sich für eine Tätigkeit als Justizbeamtin am Verwaltungsgericht Paris. An der ENA lernte sie François Hollande kennen, den späteren Parteivorsitzenden der PS und vom 15. Mai 2012 bis 14. Mai 2017 Präsidenten Frankreichs, der Ende der 1970er Jahre ihr Lebensgefährte wurde. Aus der Partnerschaft gingen vier Kinder hervor. Am 17. Juni 2007 gab Royal die Trennung von Hollande bekannt.
Sie wurde, wie auch ihr Lebensgefährte Hollande, als Richterin am Verwaltungsgericht von Jacques Attali „entdeckt“ und war von 1982 bis 1988 Beraterin im Generalsekretariat des Präsidenten, verantwortlich zunächst für Jugend und Sport, später für soziale Angelegenheiten. Wenig später trat sie der PS bei. Im Jahr 1988 entsandte Präsident François Mitterrand sie als Kandidatin in das konservative Département Deux-Sèvres, wo sie überraschenderweise mit einem Ergebnis von 50,57 Prozent zur Abgeordneten der Nationalversammlung gewählt wurde. Mit Stellungnahmen z. B. gegen die Sommerzeit, gegen Gewaltverherrlichung in den Medien oder für Herkunftsbezeichnungen von Käse und anderen regionalen Agrarprodukten ist sie seitdem in der französischen Öffentlichkeit präsent. Sie hat verschiedene Aufrufe unterzeichnet, die von den politischen Klubs von Jacques Delors ausgingen, deren Generalsekretär Hollande war.
Am 4. April 1992 wurde Ségolène Royal als Umweltministerin in das Kabinett Bérégovoy unter Pierre Bérégovoy berufen. Nach der Wahlniederlage der Linken bei der Parlamentswahl 1993 schied sie mit dem Rücktritt der Regierung am 29. März 1993 aus dem Amt. Royal nahm anschließend ihr Mandat in der Nationalversammlung wieder auf, das sie beim Eintritt in die Regierung niedergelegt hatte, in das sie aber bei der Parlamentswahl erneut gewählt worden war.
Im Jahr 1994 erhielt Royal die Zulassung als Rechtsanwältin in Paris und trat in eine Anwaltssozietät ein.

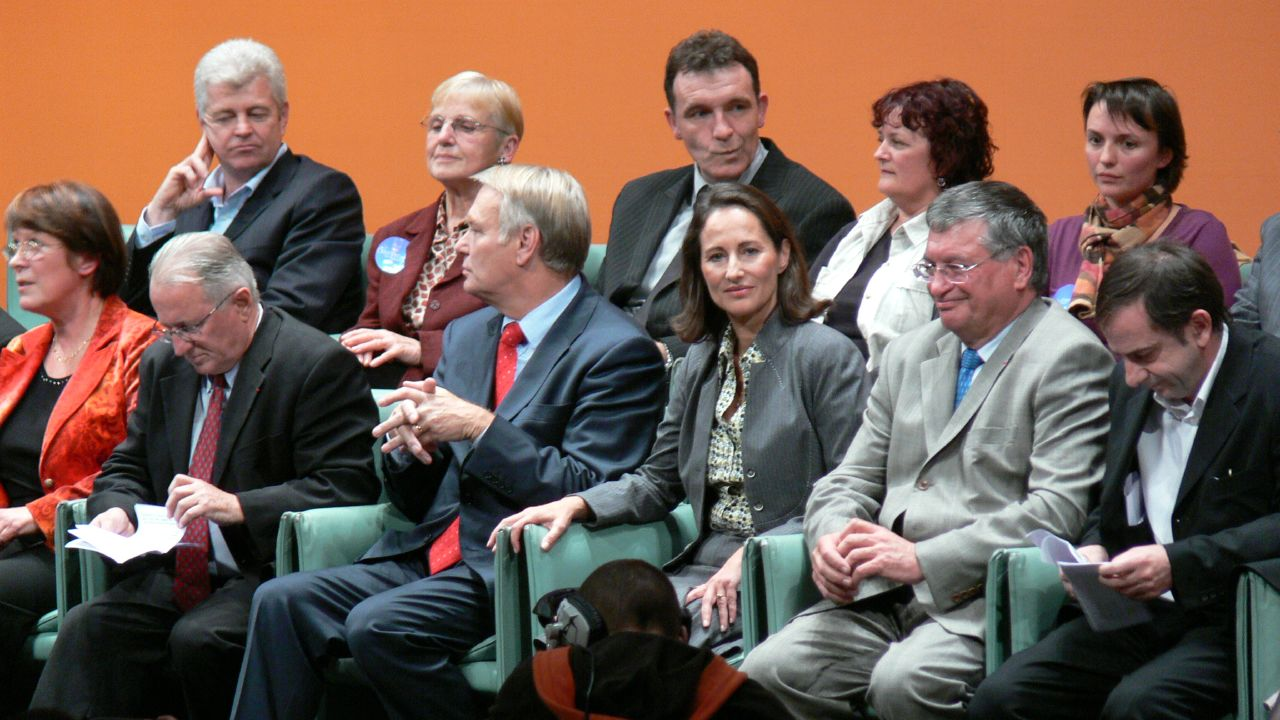
Royal bei ihrer letzten Sitzung im Kongress von Nantes im November 2006

Ihr Vorhaben, 1997 als Vorsitzende der französischen Nationalversammlung gewählt zu werden, scheiterte zugunsten von Laurent Fabius. Stattdessen wurde sie von Lionel Jospin zur beigeordneten Ministerin für Schulbildung im Bildungsministerium von Claude Allègre (Kabinett Jospin) berufen. Während ihrer Amtszeit von Juni 1997 bis März 2000 bekämpfte sie mit einer großangelegten Kampagne den im Militär- und Hochschulbereich frankophoner Länder verbreiteten Missstand der sogenannten Bizutage und erreichte die Kriminalisierung dieser demütigenden Initiationsriten. Mit der von ihr herausgegebenen Losung, „denen mehr zu geben, die am wenigsten haben“, startete sie ein Entwicklungsprogramm für Schwerpunktschulen mit sozialen und leistungsspezifischen Schwierigkeiten in urbanen Problemzonen (« zone d’éducation prioritaires » – kurz: ZEP).
Da Royal anlässlich der Kampagne für die Wahlen zum Generalrat des Départements Deux-Sèvres Mitarbeiter ohne Vergütung beschäftigte, wurde sie 1999 von einem Arbeitsgericht in Niort verurteilt; eine Berufung wurde vom Berufungsgericht in Poitiers 2005 abgelehnt.
Im Zuge einer Kabinettsumbildung wechselte Royal am 27. März 2000 in die Funktion als beigeordnete Ministerin für Familie und Kindheit (ab 27. März 2001: Beigeordnete Ministerin für Familie, Kindheit und behinderte Menschen) im Ministerium für Arbeit und Beschäftigung kurze Zeit unter Martine Aubry, dann unter Élisabeth Guigou. In dieser Funktion ließ sie vor allem Gesetze zum Vaterschaftsurlaub, für Beihilfen zum Schuljahresbeginn und zur Bekämpfung der Prostitution Minderjähriger mit Erfolg zur Abstimmung stellen. Mit dem Rücktritt der Regierung Jospin schied sie am 6. Mai 2002 aus dem Amt.
Bei der Parlamentswahl 2002 bewarb sich Royal erfolgreich als Abgeordnete für das Département Deux-Sèvres. 2004 kandidierte sie als Spitzenkandidatin der Parti Socialiste bei der Wahl des Regionalrats von Poitou-Charentes. Im Wahlkampf erhielt sie den Beinamen Zapatera – in Anlehnung an den spanischen Premierminister José Luis Rodríguez Zapatero. Bei der Wahl konnte sie sich mit 46,29 Prozent gegen ihre Vorgängerin Elisabeth Morin (UMP) durchsetzen.

### Kandidatur bei der Präsidentschaftswahl 2007

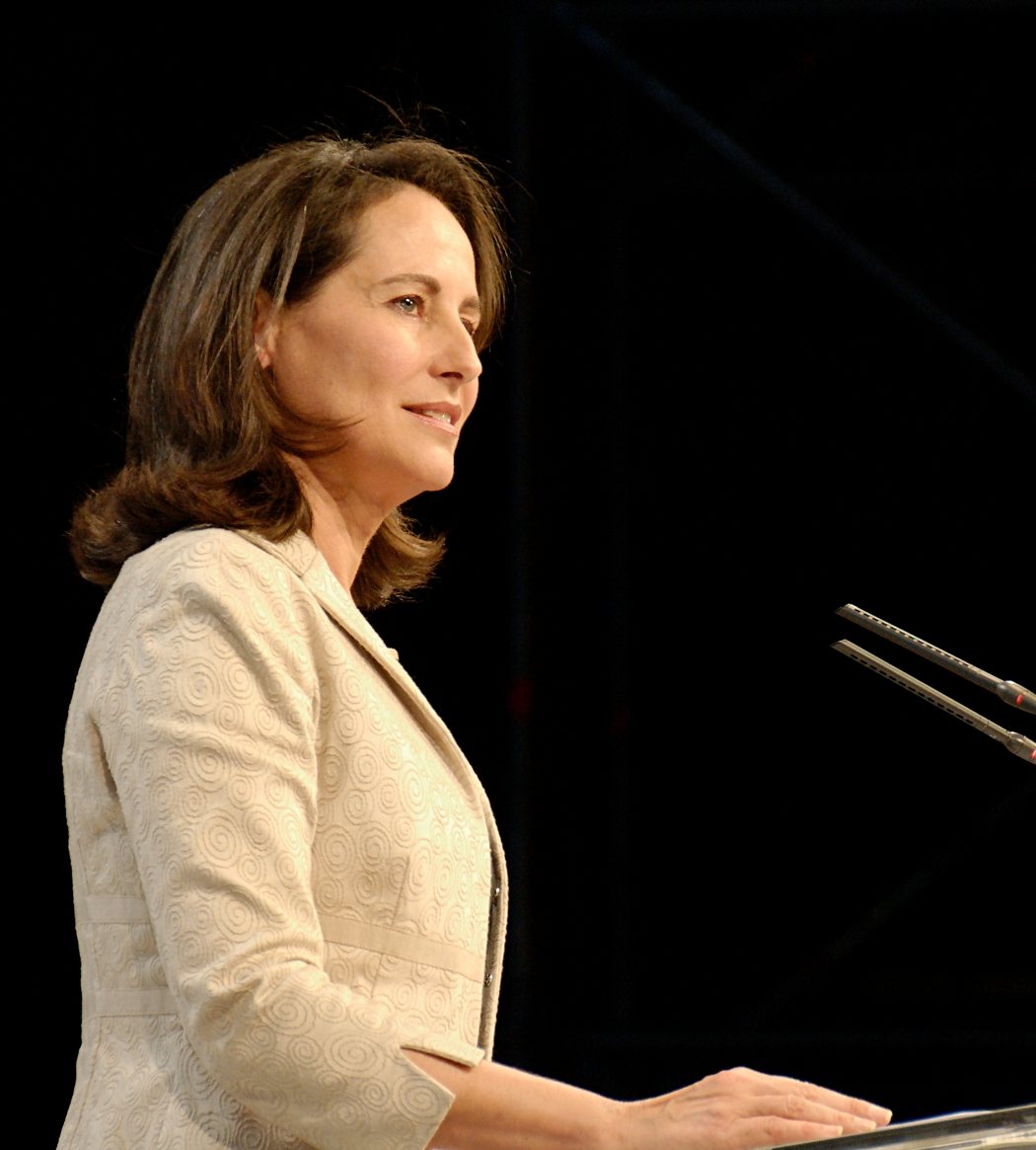
Ségolène Royal auf einer Veranstaltung der PS in der Halle Carpentier, Paris, 6. Februar 2007

Von Mitte 2006 bis zu ihrer Niederlage mit 47 Prozent der Stimmen hinter Nicolas Sarkozy (53 Prozent) in der Stichwahl am 6. Mai 2007 hatte Royal eine auf ihre Persönlichkeit zugeschnittene Wahlkampagne geführt mit dem Ziel, die Präsidentschaftswahlen 2007 zu gewinnen und die erste Staatspräsidentin der Französischen Republik zu werden. Im ersten Wahlgang hatte sie mit 25,84 Prozent der abgegebenen Stimmen den zweiten Platz unter insgesamt zwölf Präsidentschaftskandidaten errungen. Dies war das höchste Ergebnis eines Präsidentschaftskandidaten der PS seit knapp 20 Jahren.
Parteiintern hatte sich Royal am 16. November 2006 innerhalb der Parti socialiste (PS) als Spitzenkandidatin für die Staatspräsidentenwahl 2007 mit 60,62 Prozent der Stimmen gegen Laurent Fabius (18,54 Prozent) und Dominique Strauss-Kahn (20,83 Prozent) durchgesetzt. Von den 218.000 stimmberechtigten Mitgliedern beteiligten sich überraschende 82,04 Prozent, wobei Royal vor allem unter den 70.000 neu beigetretenen Parteimitgliedern punkten konnte.
Anders als die männlichen Parteikollegen unter den Mitbewerbern vermied sie zu Wahlkampfbeginn öffentliche Festlegungen und sprach eher von politischen Grundwerten wie „gerechter Ordnung“ oder „ehrenwertem Umgang mit der Macht“. Dadurch unterschied sie sich deutlich von der parteitreuen „präsidialen“ Programmatik ihrer innerparteilichen Konkurrenten Fabius und Strauss-Kahn, was ihr teilweise starke Kritik in der Partei einbrachte. Ihre Anhänger meinten hingegen, sie wolle sich von den Programmaussagen von Fabius und Strauss-Kahn distanzieren, um ihr politisches Profil auf eine parteiübergreifende Mehrheit in der Bevölkerung auszurichten. Als Lionel Jospin Ende September 2006 auf die Spitzenkandidatur für die Präsidentschaft verzichtete, erhöhten sich Royals Chancen deutlich. Seitdem wurde sie auch außerhalb ihrer Partei von den Rivalen Nicolas Sarkozy und Dominique de Villepin, die zuvor von einer bloßen Medienkampagne gesprochen hatten, als Kandidatin für das höchste Amt in Frankreich ernst genommen.

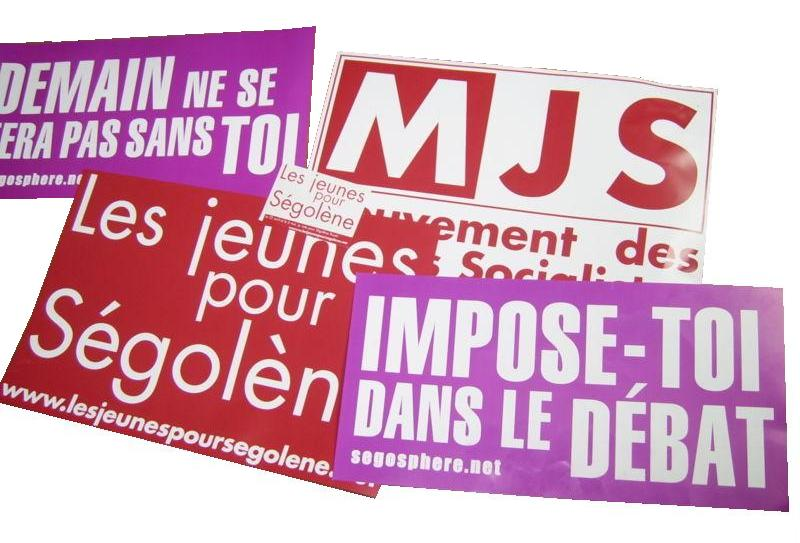
Wahlkampfmaterial aus der Präsidentschaftswahl 2007

Nach ihrer Nominierung als offizielle Kandidatin der Sozialisten für die Staatspräsidentenwahl 2007 führte Royal weiterhin einen Wahlkampf mit persönlichen Akzenten, teilweise auch gegen ihre Partei, was ihrer Beliebtheit an der Parteibasis trotz mancher parteiinternen Kritik nicht schadete. Sie gründete zu jenem Zeitpunkt einen Verein mit dem Namen Désirs d'avenir (dt. etwa „Sehnsucht nach Zukunft“), der Parteimitglieder und interessierte Bürger gleichermaßen an der politischen Debatte beteiligen sollte. Dieser Verein existierte auch nach der verlorenen Präsidentschaftswahl recht erfolgreich weiter und bildete Royals Basis für weitere politische Projekte.
Nach mehreren Fauxpas im Wahlkampf (unter anderem hatte sie anlässlich eines Gesprächs mit dem kanadischen Politiker André Boisclair die „Souveränität und Freiheit“ der kanadischen Provinz Québec betont) ermittelten die Umfrageinstitute IPSOS und CSA sinkende Umfragewerte für die Kandidatin. Zudem blieb Royal eine Erklärung schuldig, wie die von ihr geforderten zusätzlichen Sozialleistungen finanziert werden sollen. Vor diesem Hintergrund kündigte Royal am 18. Februar eine Neuorganisation ihrer Wahlkampfstrategie an.
Unerwartete indirekte Wahlkampfhilfe für die Stichwahl am 6. Mai 2007 bekam Royal von dem im ersten Wahlgang an dritter Stelle rangierenden Zentrumspolitiker François Bayrou (UDF), der kurz vor der Stichwahl zwischen Sarkozy und Royal verkündet hatte, nicht den konservativen Gaullisten Sarkozy (UMP) zu wählen. Dies könnte mit ein Grund dafür sein, dass sie am 6. Mai 2007 nur sechs Prozentpunkte weniger als Sarkozy erhielt.
Trotz dieser Niederlage bezeichnete sie es als ihre Pflicht, die Sozialisten auch in den Parlamentswahlkampf zu führen. Sie selbst hatte allerdings schon vor der Präsidentschaftswahl auf eine erneute Kandidatur als Abgeordnete verzichtet.
Sie rief im Juni 2007 eine Polemik hervor, nachdem sie selbst ihr politisches Programm als nicht „glaubwürdig“ („crédible“) in einer Fernsehsendung bezeichnete. Sie nannte vor allem die Übertragung der 35-stündigen Arbeitswoche auf alle Betriebe und die Erhöhung des Mindestlohns auf 1.500 Euro pro Monat.

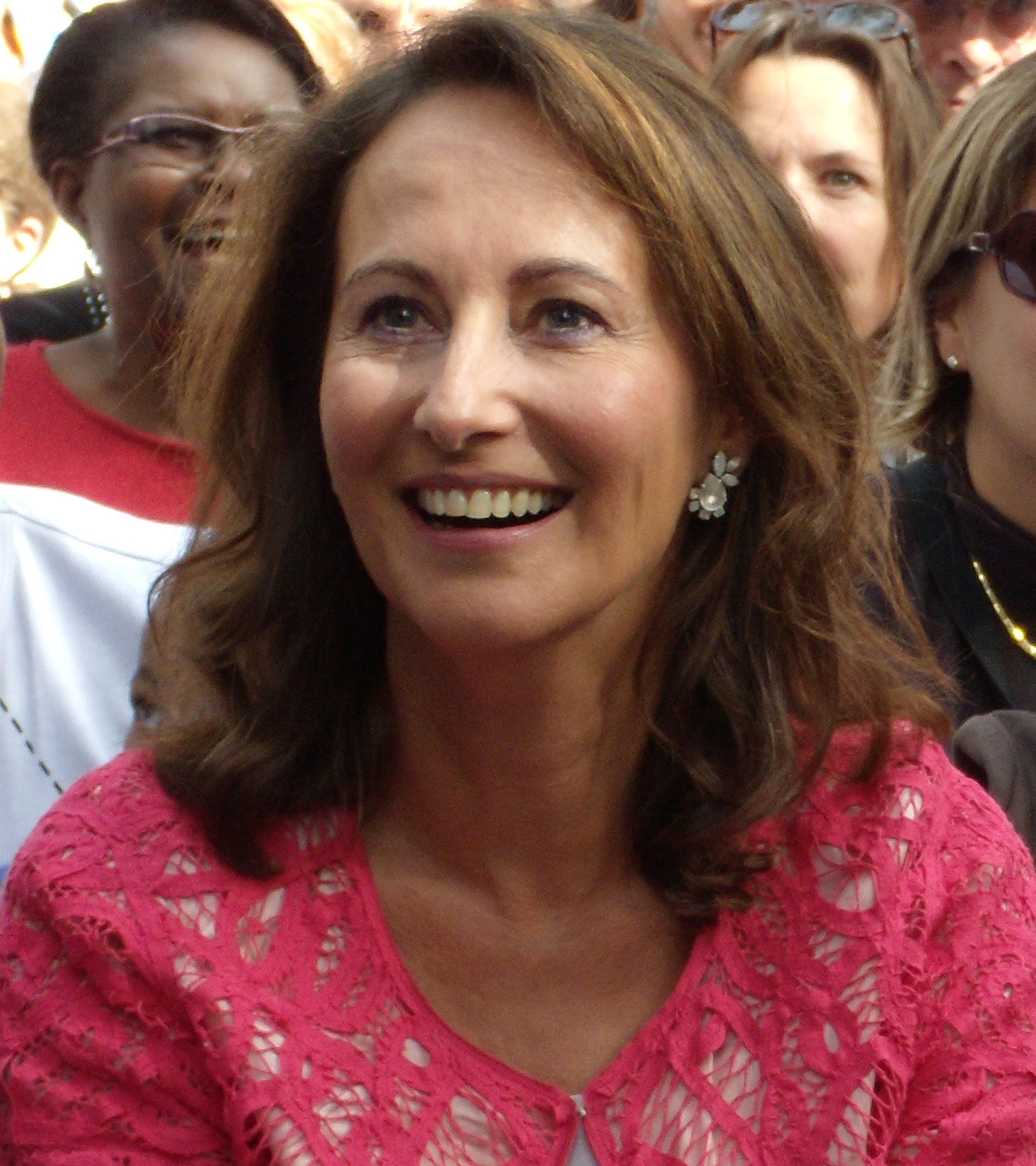
Ségolène Royal (2009)

### Kampf um den Parteivorsitz
Beim Parteitag im November 2008 in Reims bewarb sich Ségolène Royal um den Parteivorsitz des PS. Als sich im zweiten Wahlgang ein Duell mit Martine Aubry ergab, unterstützten alle ausgeschiedenen Kandidaten letztere, um einen Sieg Royals zu verhindern. Bei der Stichwahl unterlag Royal Aubry mit einem Abstand von zunächst 42 von ca. 67.000 Stimmen. Das Lager um Royal warf der Parteiführung und dem Lager Aubrys daraufhin vor, die Wahlen manipuliert zu haben. Die Parteiführung ließ daraufhin eine Nachzählung vornehmen, die den Sieg Aubrys bestätigte, mit etwas größerem Abstand von 102 Stimmen; dieses Ergebnis bestätigte anschließend auch der Parteitag.
Die Ankündigung des Lagers um Royal, das Ergebnis vor öffentlichen Gerichten anzufechten, wurde im Laufe der folgenden Monate fallengelassen. Das Verhältnis der beiden Politikerinnen gilt seit dieser Auseinandersetzung als gestört, auch wenn es zwischendurch Gesten der Versöhnung gegeben hat.

### Präsidentschaftswahlen und Parlamentswahlen 2012
Im November 2010 kündigte Ségolène Royal in Interviews mit der Presse für die Präsidentschaftswahl 2012 ihre Bewerbung um eine erneute Kandidatur für die Parti Socialiste an. Sie schied dabei in der ersten Runde der offenen Vorwahlen der Parti Socialiste aus, wobei sie nur 7 Prozent der Stimmen erreichte. Vor der Stichwahl am 16. Oktober sprach sie sich für François Hollande aus.
Bei den französischen Parlamentswahlen 2012 bewarb sich Ségolène Royal im ersten Wahlkreis des Départements Charente-Maritime. Dabei kündigte sie an, sich im Falle einer Wahl in die Nationalversammlung um die Präsidentschaft des Parlaments zu bewerben. Nachdem sie im ersten Wahlgang noch in Führung gelegen hatte, unterlag Royal aber in der Stichwahl mit 37 Prozent der Stimmen dem sozialistischen Dissidenten Olivier Falorni, der sich geweigert hatte, für sie seine eigene Bewerbung zurückzuziehen.

### Umwelt- und Energieministerin 2014
Am 31. März 2014 trat das Kabinett Ayrault II nach schlechten Wahlergebnissen in den Kommunalwahlen im März 2014 zurück. Staatspräsident François Hollande berief Manuel Valls zum neuen französischen Premierminister; Valls ernannte am 2. April 2014 das Kabinett Valls, darunter Ségolène Royal als Umwelt- und Energieministerin von Frankreich. Ihr Vorgänger war (seit 2. Juli 2013) Philippe Martin. Im Kabinett Valls II behielt sie diese Funktion. Bei der Umbildung des Kabinett Valls II wurde spekuliert, sie könne zur Außenministerin berufen werden. Dies trat nicht ein, ihr Portfolio wurde bei der Umbildung jedoch um die zuvor im Außenministerium angesiedelte Zuständigkeit für die Verhandlungen um ein internationales Klimaabkommen erweitert.

## Politische Standpunkte
Die folgenden politischen Standpunkte vertrat Ségolène Royal in einer Grundsatzrede in dem Pariser Vorort Villepinte am 12. Februar 2007; sie nannte sie „100 Vorschläge“ zu ihren politischen Positionen als Präsidentschaftskandidatin:

### Partizipative Demokratie
Royal erhob (neue Kommunikationsformen des Internets, Blogs und Foren einbeziehend) das Prinzip der partizipativen Demokratie (« la démocratie participative ») zum Leitbild ihrer politischen Programmatik. Ausgehend von ihrer Beobachtung, das politische Frankreich durchlebe einen Glaubwürdigkeitsverlust und wegen der zunehmenden Bürgerferne seiner Regierung eine tiefe demokratische Krise, forderte sie von der Politik, sich stärker auf die Fähigkeit der Bürger zu stützen, ihre persönliche Expertise in den politischen Prozess einzubringen; sie wollte die Bürger so direkter an die Ausarbeitung von Entscheidungen binden, die sie betreffen, sowohl auf nationaler als auch auf regionaler Ebene. Die Mobilisierung dieser kollektiven Intelligenz brächte unverfälschte Ergebnisse. Der Autismus und die Arroganz der Regierung würden nicht funktionieren.
Royal begründete dieses Demokratiemodell mit ihren bildungspolitischen Erfahrungen im Regionalrat von Poitou-Charentes, wo sie ihr Konzept der partizipativen Demokratie in etwa 50 Lycées durch die Einbeziehung von Schülern, Eltern und des Personals in die Budgetpolitik der Bildungseinrichtungen auch mit Hilfe des Internets durchgesetzt hatte.

### Außenpolitik
In der Außenpolitik kritisierte Ségolène Royal insbesondere die Oberflächlichkeit der von der US-Regierung unter George W. Bush formulierten Doktrin der Achse des Bösen. Präventivkriege würden die Probleme eher verschlimmern als lösen. Es gebe niemanden außer George Bush, der der Meinung sei, die Welt sei seit der Besetzung des Irak sicherer geworden, äußerte sie in einer Programmdebatte in Frangy-en-Bresse am 20. August 2006 im Vorfeld ihrer Bewerbung um die Präsidentschaftskandidatur. Einem möglichen türkischen Beitritt zur Europäischen Union stand Ségolène Royal bei Erfüllung der Beitrittsbedingungen durch die Türkei offen gegenüber.
Im Konflikt um das iranische Atomprogramm forderte Royal von Teheran die Einstellung der Urananreicherung; sie lehnte jedes einseitige Vorgehen gegen Iran ab. In früheren Stellungnahmen hatte sie darüber hinaus den Verzicht des Landes auf friedliche Nutzung der Kernenergie gefordert.
Sie sprach sich für einen Boykott der 2008 in China stattfindenden Olympischen Spiele aus, um damit Chinas Afrikapolitik zu kritisieren.

### Europäische Union
In Angelegenheiten der Europäischen Integration positionierte sich Royal gegen eine erneute Ratifikation des Europäischen Verfassungsvertrages in der Version des Verfassungskonvents, die von den Franzosen mehrheitlich abgelehnt worden war:
„Unsere Perspektive ist ein soziales, politisches und ökologisches Europa. Es steht für die Sozialisten selbstverständlich außer Frage, erneut die Ratifikation eines Verfassungsvertrages vorzuschlagen, den das französische Volk abgelehnt hat. Unser Programm sieht vor, die Ausarbeitung eines kurzen Verfassungstextes vorzuschlagen, der darauf abzielt, die europäischen Institutionen besser zu organisieren, zu demokratisieren und ihnen klare Verantwortlichkeiten zuzuweisen. Nach einmaliger Verhandlung müsste er einem Volksreferendum unterzogen werden. Ich sehe für dieses Europa, das sich beweisen muss, zwei Großbaustellen: Umwelt und Forschung“
[Original: « Je vois deux chantiers majeurs pour cette Europe par la preuve: l’environnement et la recherche »]

### Staatsverfassung
Vor dem Hintergrund der Debatte um eine Verfassungsreform plädierte Royal insgesamt für eine „VI. Republik“, deren Verfassung im Wesentlichen eine Verteilung und Entzerrung der Machtkonzentration des zentralistischen Staatswesens zulasten des französischen Staatspräsidenten und zugunsten der Nationalversammlung vorsieht. So sprach sie sich in Anlehnung an die personalisierte Verhältniswahl in Deutschland für die Einführung von Elementen des Parteienproporzes in das französische Wahlrecht aus. Demnach sollten zwischen 80 und 160 Mandate nicht mehr – wie bisher für jeden Abgeordneten der Nationalversammlung geregelt – durch Direktwahl vergeben werden, sondern über eine Parteiliste ins Parlament gewählt werden. Gleichzeitig sollte die Nationalversammlung von bisher 577 auf etwa 600 Mandate vergrößert und ein Verbot der Ämterhäufung durchgesetzt werden. Weiterhin schlug Royal eine Beschränkung des Gebrauchs der Notstandsgesetzgebung in Verbindung mit einer parlamentarischen Konsultationspflicht im Fall eines anstehenden Auslandseinsatzes der bewaffneten Streitkräfte vor.
Die nach bisherigem Verfassungsrecht mehrmals mögliche Wiederwahl des französischen Präsidenten für eine weitere Amtsdauer von fünf Jahren sollte auf eine einmalige Wiederwahl begrenzt werden.
Der Conseil constitutionnel, das französische Verfassungsgericht (übersetzt eigentlich: Verfassungsrat), sollte in einer Cour constitutionnelle aufgehen: In diesem Gerichtshof sollten von den 15 Richtern (aktuell 9) 3 weiterhin vom Präsidenten ernannt, 9 jedoch von der Assemblée nationale und 3 vom Senat jeweils mit Zweidrittelmehrheit gewählt werden.
Schließlich war in ihrem Programm die Stärkung direktdemokratischer Instrumente beispielsweise durch die vorgeschlagene Einführung eines Volksbegehrens mit einer Zulassungsschwelle von einer Million oder zehn Prozent der Wahlberechtigten vorgesehen.

### Jugend und Integration
Ségolène Royal galt und gilt selbst innerhalb der Sozialistischen Partei – ungeachtet ihrer von der Partei, wenngleich vergeblich, unterstützten Präsidentschaftskandidatur 2007 – als umstritten. So forderte sie zur Verbesserung der gesellschaftlichen Integration für Jugendliche „Erziehungseinrichtungen nach der Art des Militärs“, in denen „die jungen Leute an die Hand genommen werden“. Erwachsene sollten „sie ermutigen, zu arbeiten, wodurch das Selbstvertrauen der Jugendlichen gesteigert werde“.

### Energiepolitik
Ségolène Royal sprach sich für eine Schließung des umstrittenen Atomkraftwerks Fessenheim im Elsass aus, falls sie Staatspräsidentin werde. Dies teilte sie in einem Brief an die Bürgerinitiative „Stopp Fessenheim“ mit. In dem Schreiben erklärte Royal, dass sie die Sorge um die Sicherheit der Anlage teile. In diesem Zusammenhang forderte sie einen sparsameren und effizienteren Energieverbrauch und die verstärkte Förderung der Nutzung von erneuerbaren Energien.
Das Wahlprogramm ihrer Partei ziele darauf ab, den Anteil der Kernenergie an der Stromerzeugung in Frankreich von derzeit 80 Prozent auf 50 Prozent im Jahr 2017 zu drosseln, verkündete Royal. Das elsässische Kernkraftwerk Fessenheim trage nur zweieinhalb Prozent zur gesamten französischen Stromerzeugung bei, so Royal. Deshalb sei es schon jetzt „möglich und wünschenswert“, die beiden Reaktoren möglichst schnell zu schließen. Fessenheim sei das älteste französische Atomkraftwerk.
Als Umweltministerin zwischen 2014 und 2017 trieb Royal die von Präsident Hollande angekündigte Schließung Fessenheims voran, war damit jedoch nicht erfolgreich, die beiden Reaktoren wurden erst 2020 unter Hollandes Nachfolger Macron abgeschaltet.

### Geistiges Eigentum
Im Mai 2006 sprach sich Royal klar gegen eine Erweiterung geistigen Eigentums aus. Sie kritisierte die französische Umsetzung der EU-Richtlinie zum Urheberrecht als „simplifizierend“ und den „Interessen der Urheber und der Öffentlichkeit entgegenlaufend“. Die Regierung Chirac habe Gesetzmäßigkeiten des digitalen Zeitalters nicht verstanden und die Novelle schränke durch die einseitige und uneingeschränkte Vergabe neuer Monopolrechte durch Digital Rights Management die Innovation und Freiheiten unangemessen ein.

## Mandate

### Regierungsfunktionen
- 1992–1993: Ministerin für Umwelt in der Regierung von Pierre Bérégovoy
- 1997–2000: Beigeordnete Ministerin für Schulwesen im von Claude Allègre geführten Bildungsministerium unter der Regierung von Lionel Jospin
- 2000–2001: Beigeordnete Ministerin für Familie, Kindheit und Menschen mit Behinderung im von Martine Aubry geführten „Ministerium für Arbeit und Solidarität“ der Regierung von Lionel Jospin
- 2001–2002: Beigeordnete Ministerin für Familie, Kindheit und Menschen mit Behinderung im von Élisabeth Guigou geführten „Ministerium für Arbeit und Solidarität“ der Regierung von Lionel Jospin
- 2014–2017: Ministerin für Umwelt, Nachhaltigkeit und Energie in der Regierung von Manuel Valls

### Wahlmandate
Auf nationaler Ebene:
- 1988–1992: Abgeordnete der Nationalversammlung für das Département Deux-Sèvres, bis zur Übernahme von Regierungsfunktionen
- 1993–1997: Abgeordnete der Nationalversammlung für das Département Deux-Sèvres, bis zur Übernahme von Regierungsfunktionen
- 2002–2007: Abgeordnete der Nationalversammlung für das Département Deux-Sèvres

### Funktionen auf lokaler/regionaler Ebene
- 1989–1995: Mitglied des Gemeinderates von Melle (Département Deux-Sèvres)
- 1995–2001: Mitglied des Gemeinderates von Niort (Deux-Sèvres)
- 1992–1998: Mitglied im Generalrat des Départements Deux-Sèvres
- 1992: Mitglied im Regionalrat von Poitou-Charentes, bis zur Übernahme von Regierungsfunktionen
- 2004–2014: Präsidentin des Regionalrates von Poitou-Charentes
- Vorsitzende einer ländlichen Initiative zur Bewahrung der Sumpflandschaft um Poitiers, seit 1990

### Funktionen auf Parteiebene
- Seit 2008: Stellvertretende Vorsitzende der Sozialistischen Internationalen